# Episodi di Codice Matrix
La prima e unica stagione della serie televisiva Codice Matrix, composta da 16 episodi, è stata trasmessa negli Stati Uniti dal canale ABC dal 18 settembre 2003 al 29 gennaio 2004.
In Italia è andata in onda su Fox a partire dall'8 dicembre 2005.
| nº | Titolo originale      | Titolo italiano                 | Prima TV USA                | Prima TV Italia |
| -- | --------------------- | ------------------------------- | --------------------------- | --------------- |
| 1  | Pilot                 | Squadre speciali                | 18 settembre 2003           | 8 dicembre 2005 |
| 2  | Veteran's Day         | La giornata dei veterani        | 25 settembre 2003           | dicembre 2005   |
| 3  | Doctor Germ           | La dottoressa morte             | 2 ottobre 2003              | dicembre 2005   |
| 4  | Natural Borne Killers | Contagio                        | 9 ottobre 2003              | dicembre 2005   |
| 5  | Patriot Acts          | La minaccia sconosciuta         | 16 ottobre 2003             | 2006            |
| 6  | In Plane Sight        | Un carico di morte              | 23 ottobre 2003             | 2006            |
| 7  | Alpha-126             | Alfa 126                        | 30 ottobre 2003             | 2006            |
| 8  | Under the Gun         | Il cecchino                     | 6 novembre 2003             | 2006            |
| 9  | Cold Cash             | Doppio gioco                    | 13 novembre 2003            | 2006            |
| 10 | Flipping              | Il trafficante d'armi           | 4 dicembre 2003             | 2006            |
| 11 | Mexico                | Messico                         | 8 gennaio 2004              | 2006            |
| 12 | PPX                   | Un segreto della Corea del Nord | 15 gennaio 2004             | 2006            |
| 13 | Stochastic Variable   | Attacco alla petroliera         | 22 gennaio 2004             | 2006            |
| 14 | Extremist Makeover    | Pericolo radiazioni             | 29 gennaio 2004             | 2006            |
| 15 | 19 Seconds            | Eco-terroristi                  | 18 ottobre 2004 (Australia) | 2006            |
| 16 | Cambodia              | Cambogia                        | 25 ottobre 2004 (Australia) | 2006            |